# Osservatorio Astronomico di Okayama
L'Osservatorio Astronomico di Okayama è un osservatorio astronomico situato in Giappone sulla vetta del monte Takebayashi nella città di Asakuchi, prefettura di Okayama.
Situato nel sud ovest del paese nipponico, si affaccia sul mare interno di Seto, zona caratterizzata da un clima caldo con poche piogge ed una stabilità atmosferica rilevante; il seeing è il migliore che si possa trovare in Giappone con una modalità osservativa di circa 1,2 secondi d'arco nell'intervallo della luce visibile; altrettanto soddisfacenti sono le osservazioni in bande infrarosse mentre la bassa altitudine rende mediocri eventuali osservazioni in luce ultravioletta, essendo questa assorbita in gran parte dagli strati atmosferici. Le buone potenzialità osservative della zona sono però inficiate da un inquinamento luminoso importante: la presenza di centro abitato, fabbriche e negozi prospicienti all'area non consentono di effettuare indagini di rilevanza scientifica.

## Storia
L'osservatorio di Okayama è stato aperto nel 1960 come struttura affiliata all'osservatorio Astronomico di Tokyo, coordinato dalla omonima università.  Il telescopio riflettore da 188 cm presente da subito nella struttura era al tempo il telescopio più grande del Giappone ed ancora oggi è superato solo dal telescopio Subaru di 8 metri dislocato alle Hawaii, e dal telescopio NAYUTA da 2 metri di proprietà dell'Università di Hyogo situata presso la città di Kōbe, circa 120 km più a nord di Okayama. Congiuntamente al telescopio principale ed alla sua cupola di alloggiamento è stato installato un telescopio riflettore da 91 cm, anch'esso dotato di cupola indipendente; quest'ultimo, prodotto da Nikon Corporation, è stato il primo telescopio di grande apertura interamente costruito in Giappone.
Nel 1968 con il completamento del telescopio solare di tipo Coudé (a gomito) da 65 cm a guida automatica e rotazione coordinata della cupola, la strumentazione ed il prestigio dell'osservatorio raggiunsero il proprio apice.
Nel 1988, a seguito del confluimento dell'osservatorio Astronomico di Tokyo nell'Osservatorio astronomico nazionale del Giappone, organizzazione comprendente diversi centri di ricerca di varie discipline, anche la gestione di Okayama venne accorpata al nuovo ente di riferimento e sebbene venisse utilizzata dai ricercatori di astronomia di livello nazionale perse la propria indipendenza programmatica; eventuali progetti osservativi a medio termine venivano concordati dalla direzione del NAOJ.
Nel 1999 al telescopio da 188 cm è stato accoppiato uno spettrografo a dispersione incrociata di tipo Echelle (HIDES) che negli anni a seguire è stato costantemente aggiornato ed ha consentito scoperte di rilievo; nel 2004 è divenuto operativo un ulteriore riflettore da 50 cm dedicato ai lampi di raggi gamma.

## Ricerca e risultati scientifici
L'Okayama Planet Search Program è un'indagine osservativa iniziata nel 2001 utilizzando il telescopio da 188 cm in modalità spettroscopica doppler, finalizzata alla ricerca di pianeti extrasolari intorno a 300 stelle giganti di classe G e K oggetti dell'indagine. Le osservazioni hanno portato alla scoperta dei seguenti pianeti:
| Nome            | Distanza al | Costellazione | Massa (MJ) | Anno scoperta |
| --------------- | ----------- | ------------- | ---------- | ------------- |
| 18 Delphini b   | 238         | Delfino       | 10.3       | 2008          |
| Xi Aquilae b    | 204         | Aquila        | 2.8        | 2008          |
| 41 Lyncis b     | 88,2        | Orsa Maggiore | 2.7        | 2008          |
| 81 Ceti b       | 317         | Balena        | 5.3        | 2008          |
| 14 Andromedae b | 249         | Andromeda     | 4.8        | 2008          |
| 6 Lyncis b      | 182         | Lince         | 2.01       | 2008          |